# Frédérique Hébrard
Frédérique Chamson, conocida como Frédérique Hébrard (Nimes, 7 de junio de 1927-Isla de Francia, 7 de septiembre de 2023) fue una actriz, escritora y guionista francesa que recibió el Gran Premio de Novela de la Academia Francesa en 1987 por Le Harem.

## Biografía
Fue la hija del académico André Chamson y de Lucie Mazauric. Tomó su seudónimo del apellido de su abuela materna. Estudió en el Lycée Henri-IV en París y en otros establecimientos de Versalles, Nimes y Montauban, para luego ingresar al Conservatoire national supérieur d'art dramatique de París donde se graduó en 1949.
Se casó el 6 de septiembre de 1949 con el comediante Louis Velle con el que tuvo tres hijos: Catherine, Nicolas y François Velle, guionista y director de cine. Fue distinguida como caballero de la Legión de Honor.

## Filmografía

### Guionista

#### Cine
- 1976: Un mari, c'est un mari.

#### Televisión
- 1966: Comment ne pas épouser un milliardaire, en colaboración con Louis Velle (adaptación a la televisión de la novela de Luisa-Maria Linarès: Sous la coupe de Barbe-Bleue).
- 1967: Le Regret de Pierre Guilhem
- 1971: La Demoiselle d'Avignon de Michel Wyn, en colaboración con Louis Velle.
- 1973: Les Témoins
- 1981: Adieu ma chérie
- 1990: Le Mari de l'ambassadeur
- 1993: Le Château des oliviers
- 1997: Le Grand Batre
- 2010: Les Châtaigniers du désert de Caroline Huppert

### Como actriz
- 1950: Le Crime des justes de Jean Gehret (Jeannette)
- 1951: Un grand patron de Yves Ciampi (sin créditos)
- 1976: Un mari, c'est un mari de Serge Friedman (la mujer de Jean Martel)
- 1997: Comme des rois de François Velle (la mujer del jurado)

## Obras
- La Petite Fille modèle, 1954
- Babouillet ou la terre promise, Desclée De Brouwer 1954, ilustraciones de Elisabeth Ivanovsky.
- Le Mois de septembre, 1956
- Babouillet, 1960
- La Demoiselle d'Avignon en coautoría con Louis Velle), 1971
- L'Île sans serpent, 1973
- Je vous aime, 1974
- Un mari c'est un mari, 1976 (adaptado al cine como sous le même titre en 1976.
- La vie reprendra au printemps, 1979
- La Chambre de Goethe, 1981 (Premio Roland Dorgelès)
- Un visage, 1982
- La Citoyenne, 1985
- Le Harem, 1987 (Gran Premio de Novela de la Academia Francesa)
- Le Mari de l'ambassadeur, 1990
- Félix fils de Pauline, 1992 (Premio Mémoire d'Oc y Premio Cabri d'or de la Académie cévenole 1993)
- Le Château des oliviers, 1993
- La protestante et le catholique en coautoría con Louis Velle, 1999
- Esther Mazel, 2000
- Je vous aime... toujours !, 2002
- Célébration de la rencontre, 2002
- Le Goûter chez Dieu, 2003
- Les Châtaigniers du désert, 2005
- Tant qu'il y aura des chats...  dans une famille en coautoría con Louis Velle, 2010
- Divina, 2012
- La demoiselle d'Avignon est de retour, 2 de abril de 2014, después de La demoiselle d'Avignon  escrita junto a Louis Velle

## Teatro
- 1949: Jeanne la Folle de François Aman-Jean, dirigida por Jean Meyer, Comédie-Française
- 1952: On ne voit pas les cœurs de André Chamson, dirigida por Christian-Gérard, Théâtre Charles de Rochefort
- 1955: À bout portant de Jean Bruce, dirigida por Jacques-Henri Duval, Théâtre de la Potinière
- 1955: La Folle nuit de André Mouëzy-Éon y Félix Gandera, dirigida por Alfred Pasquali, Théâtre des Célestins
- 1956: À la monnaie du Pape de Louis Velle, dirigida por René Dupuy, Théâtre Gramont
- 1957: À la monnaie du Pape de Louis Velle, Théâtre des Célestins
- 1959: Mousseline de Louis Velle, dirigida por el autor, Théâtre Fontaine